# 熱暴走
熱暴走（、英: thermal runaway）とは、化学や回路設計の分野で用いられる用語で、発熱が更なる発熱を招くという正のフィードバックにより、温度の制御ができなくなる現象、あるいはそのような状態のことを指す。

## 解説
この現象が生じると温度が際限なく上昇し、最終的には機器の破壊や爆発に至る。
例えば、バイポーラトランジスタは温度上昇に従って電気伝導性が増す性質を持っている（負の温度係数を持つ）。このため、適切な処理を行なわずに利用した場合、一旦温度上昇が生じることで、より大きな電流が流れ、さらなる温度上昇を招いて、最終的には素子の破壊に陥る。
熱破壊（による故障）も、熱による回路部品の故障のため熱暴走と呼ばれることがあるが、熱による素子自体の破壊ではないため、別の現象である。これは集積回路の製造技術が未熟であった1980年頃まで、比較的よく見られた故障の一つである。
なんらかの外因（急激に温度が上昇するなど）で集積回路のダイの上でクラックや歪みによる構造破壊が発生し、低温では導通状態にあるものの一定温度を超えると破壊された部分の導通が失われ、装置は異常動作を起こす。異常動作した後、集積回路を搭載した装置（例えばコンピュータ）を一定時間冷やすと機能を回復するため、全く違う現象であるものの熱暴走の呼称が使われた。
現在の集積回路は温度エージングによってこれらの欠陥が含まれている製品を後行程で取り除いているため、現在は極めて稀な故障となった。またこのような故障が許されない装置では回路は恒温槽に置かれたり、あるいは動作に関係なく発熱と冷却が一定温度で拮抗状態となるように設計されている（N-MOSプロセス技術等）。砂漠地帯での運用が想定される軍事用コンピュータ、超低温から超高温まで激しい温度変化に曝されるECU、航空宇宙向けや人工衛星で採用されている。
その他、大規模集積回路で採用されている歪みシリコン技術は、結晶格子の大きさが異なるシリコンとゲルマニウムの合金によって電子の移動速度を加速し、応答速度を改善する技術である。しかし、温度変化に非常に鈍感である（100℃以上になっても問題はない）シリコンに比べて、ゲルマニウムは温度に敏感で、温度が上昇すると固定されていなければならない回路定数が変化してしまい正常な機能を喪失する恐れがある。このため歪みシリコン技術を使用した集積回路の動作温度は比較的低温（35 - 65℃）で稼働させる様、回路上に温度センサーを多数配置してダイ全域の温度を監視して通電状態を制御したり、非常に強力な冷却装置（ヒートシンクなど）を併用する事が多い。

## 最近の事例
最近の熱暴走は化学反応と電子回路の複合によるケースがよく見られる。その一つとしてリチウムイオン二次電池の異常発熱問題など、設計上の不具合による熱ループによる事故が多発している。
「ボーイング787のバッテリー問題」の場合、ボーイング社CEOのジェームズ・マックナーニは、熱暴走であるという指摘を受けて「熱暴走という物には色々な解釈がある」としている。
不具合などと言うほどに大袈裟でなくとも、熱暴走が発生し得る要因はいくつもある。一例としては、起電力が負の温度係数をもっている二次電池（たとえば密閉形ニッケル・カドミウム蓄電池）を定電圧充電すると、温度上昇により起電力が低下し、充電電流が増加してさらなる温度上昇を招く、という正帰還の危険がある。

## コンピュータにおける熱暴走
パソコン等のコンピュータにおいて、高負荷を与え続けた結果、内部の温度が高まり、ソフトウェアの異常動作や異常終了、最悪の場合OSのハングアップ（フリーズ）や再起動を引き起こすことを指す場合にも使われる。